# Socotramus
De Socotramus (Passer insularis) is een zangvogel uit de familie van mussen (Passeridae).

## Verspreiding en leefgebied
Deze soort is endemisch op de Socotra-archipel, een kleine archipel in de Indische Oceaan.